# Sterrhochaeta diffidens
Sterrhochaeta diffidens är en fjärilsart som beskrevs av Louis Beethoven Prout 1941. Sterrhochaeta diffidens ingår i släktet Sterrhochaeta och familjen mätare. Inga underarter finns listade i Catalogue of Life.